# Luqiao
För andra betydelser, se Luqiao (olika betydelser).
Luqiao är ett stadsdistrikt i östra Kina, och tillhör Taizhous stad på prefekturnivå i provinsen Zhejiang. Det ligger omkring 230 kilometer sydost om provinshuvudstaden Hangzhou.  Distriktet har kust mot Östkinesiska havet. Befolkningen uppgick till 464 997 invånare vid folkräkningen år 2000, varav 173 897 invånare bodde i den del av Taizhous centralort som ligger inom distriktet. De största orterna utanför Taizhous centralort är (med invånarantal 2000) Pengjie (68 498) och Fengjiang (54 111). Distriktet var år 2000 indelat i fyra gatuområden (jiedao), sju köpingar (zhen) och en socken (xiang). Luqiao var fram till 1994 en del av stadshäradet Huangyan, men bildade detta år ett eget stadsdistrikt inom den nybildade Taizhous stad på prefekturnivå.